# Раєвський Олександр Миколайович (еколог)
Олекса́ндр Микола́йович Рає́вський (* 1915 — ?) — український кліматолог родом з Воронежчини.
Професор Одеського гідрометеорологічного інституту.
Понад 30 друкованих праць. Синоптико-кліматологічне дослідження небезпечних явищ погоди в Україні.